# Iklin
Iklin (officiële naam L-Iklin) is plaats en gemeente in centraal Malta met ongeveer 3.203 inwoners (november 2005). De plaats is gelegen tussen Birkirkara, Naxxar en Lija en is niet meer afhankelijk van het nabijgelegen Lija.
Naast een kerk, die is gewijd aan de Heilige Familie, bevindt zich in Iklin ook een kleine kapel uit 1615, die is gewijd aan de aartsengel Michaël. De jaarlijkse festa ter ere van deze heilige vindt plaats op de zondag voorafgaand aan 29 september. Op de locatie van de huidige kapel bevond zich eerder al een andere, maar deze moest worden gesloopt. In 1575 bracht Mgr. Dusina een bezoek aan Iklin en sprak hij van de slechte staat van de op dat moment aanwezige kapel.